# Romano Collovati
Romano Collovati (Monfalcone, 28 ottobre 1937 – Monfalcone, 16 agosto 2013) è stato un calciatore italiano, di ruolo portiere.

## Carriera
Nella stagione 1954-1955 veste la maglia del Pieris nel campionato friulano di Promozione. A fine anno passa al Taranto, società di Serie B; nella stagione 1955-1956 fa parte della rosa della squadra pugliese, con cui non scende mai in campo in gare ufficiali. Nella stagione successiva fa invece il suo esordio nella serie cadetta, subendo 18 reti in altrettante partite giocate. Gioca altre 18 partite (con 15 reti subite) nella stagione 1958-1959, mentre chiude la stagione 1958-1959 con 7 gol subiti in 5 presenze.
Nell'estate del 1959 il Taranto cede Collovati ai sardi del Carbonia, con cui nella stagione 1959-1960 subisce 56 reti in 27 presenze nel campionato di Serie C; dopo la retrocessione in Serie D del Carbonia fa ritorno al Taranto, nel frattempo retrocesso in Serie C: nella stagione 1960-1961 subisce 20 gol in 24 partite, arrivando così ad un totale di 65 presenze e 60 gol subiti in maglia rossoblu.
Nell'estate del 1961 viene ceduto in Serie B al Modena, società con la cui maglia nella stagione 1961-1962 subisce 7 gol in 5 presenze, contribuendo così alla promozione in Serie A dei canarini, che non lo riconfermano in rosa per la stagione successiva, nella quale Collovati gioca ancora in seconda serie con l'Udinese, con cui subisce 3 reti nell'arco delle 2 partite giocate in stagione. Fa da portiere di riserva per i friulani anche nella stagione 1963-1964, nella quale subisce 5 gol in 4 partite senza riuscire ad impedire la retrocessione in Serie C dei bianconeri.
Nel 1964 passa alla Triestina, società in cui rimarrà per i successivi sette campionati: nella stagione 1964-1965 gioca da titolare in Serie B 1964-1965, subendo 32 reti in 29 incontri e retrocedendo in terza serie; nella stagione 1965-1966 mantiene saldamente il posto da titolare, disputando 33 partite in Serie C, mentre nella stagione 1966-1967 scende in campo in 28 occasioni. Dopo una stagione da 22 presenze nel 1967-1968, nella stagione 1968-1969 subisce 19 reti in 27 partite giocate contribuendo al secondo posto finale della squadra alabardata, che sfiora quindi la promozione nel successivo campionato di Serie B. Gioca alla Triestina anche nella stagione 1969-1970 (20 gol subiti in 34 presenze e quarto posto finale in classifica per la squadra) ed infine nella stagione 1970-1971, chiusa con la retrocessione in Serie D della squadra. Al termine di questo campionato il trentaquattrenne Collovati lascia la squadra, con un totale di 198 presenze in partite di campionato.
Successivamente nella stagione 1972-1973 vestì la maglia del Clodia Sottomarina, con cui giocò 2 partite nel campionato di Serie D.
In carriera ha giocato complessivamente 81 partite in Serie B, nel corso delle quali ha subito in tutto 87 reti.

## Dopo il ritiro
Al termine dell'attività agonistica ha contribuito a fondare una società velica (la Nautica Tovoloni) a Monfalcone, sua città natale; in più occasioni ha anche preso parte a gare di vela con questa società.

## Palmarès

### Club

#### Competizioni nazionali
- Serie D: 1

ClodiaSottomarina: 1972-1973